# London XI
Die Fußballmannschaft London XI war eine Auswahl Londoner Fußballspieler, die am Messestädte-Pokal 1955–1958 teilnahm.
Der Wettbewerb wurde am 18. April 1955 ins Leben gerufen, und das erste Turnier nahm drei Jahre in Anspruch. Teilnehmen sollte jeweils die beste Fußballmannschaft einer Messestadt, doch hatten manche Städte wie London mehrere starke Teams. Da aber die Regeln nur ein einziges Team aus jeder Stadt zuließen, wurde beschlossen, ein Team nur für dieses Turnier zu schaffen. Man wählte im Wesentlichen die besten Spieler der in London ansässigen elf Profivereine aus, wobei insgesamt 54 Spieler an den acht Spielen des Turniers teilnahmen. Joe Mears, Vorsitzender des FC Chelsea, vertrat den Londoner Fußballverband beim aus Vertretern der teilnehmenden Städteauswahlen bestehenden Organisationskomitee.
Die Stadtauswahl Londons gewann die Gruppe D, nachdem die Auswahlmannschaften von Basel und Frankfurt am Main geschlagen worden waren. Der 3:2-Erfolg im Wembley-Stadion gegen die Frankfurter Auswahlmannschaft war dabei das erste Flutlichtspiel im Stadion. Im Halbfinale besiegten die Londoner Lausanne Sport, verloren jedoch insgesamt 2:8 in den beiden Finalspielen am 5. März an der Stamford Bridge (2:2) und am 1. Mai 1958 im Camp Nou (0:6) gegen den FC Barcelona.
Die Auswahl London XI nahm nur an dem Turnier 1955–58 teil, während bei allen späteren Messestadtpokal-Wettbewerben einzelne Vereine London vertraten. Möglicherweise existierten schon früher vergleichbare Auswahlmannschaften Londons, die Freundschaftsspiele bestritten. Jedenfalls legt eine kleine Notiz in einem Artikel der Times von 1904 über ein Freundschaftsspiel gegen den Londoner Fußballklub Corinthian FC dies nahe. Der Artikel erwähnt, dass die Corinthians nur eine leichte Aufgabe im Spiel gegen London hatten.